# Albaner in Kroatien
Die Albaner in Kroatien (albanisch Shqiptarët në Kroaci,  kroatisch Albanci u Hrvatskoj) sind eine in der kroatischen Verfassung anerkannte Minderheit. Sie unterteilen sich in zwei Gruppen: Neben ethnischen Albanern aus dem ehemaligen Jugoslawien, überwiegend aus dem Kosovo und aus Nordmazedonien, gibt es auch die alteingesessenen Arbanasi.
Bei vielen der erstgenannten handelt es sich um berufstätige Arbeitsmigranten.

## Geschichte
Im Mittelalter existierte eine große albanische Gemeinschaft in Ragusa (heutiges Dubrovnik). In einem aus dem Jahre 1285 stammenden Dokument von dort ist der Satz Audivi unam vocem clamantem in monte in lingua albanesca („Ich hörte eine rufende Stimme aus den Bergen in albanischer Sprache“) überliefert. Dies ist die älteste schriftliche Erwähnung der albanischen Sprache an sich.

### Arbanasi
Die Arbanasi (albanisch auch Arbëreshët e Zarës „Albaner von Zadar“) sind eine bis heute bestehende kleine Bevölkerungsgruppe in Kroatien. Sie sind ethnisch gesehen katholische Albaner, die zwischen 1726 und 1733 vor den Osmanen ins kroatische Küstenland flüchteten, wo sie auch heutzutage noch präsent sind. In der Stadt Zadar gründeten sie ein eigenes nach ihnen benanntes Stadtviertel, welches bis heute weiterbesteht. Die Arbanasi sprechen traditionell einen gegischen Dialekt des Albanischen.
Die ursprünglich albanischen Bewohner katholischen Glaubens von Peroj (albanisch Përrua) bei Pula, welche 1657 vor den Osmanen flüchteten, haben ihre albanische Nationalität aufgegeben.

## Demografie
Die aktuelle kroatische Volkszählung von 2021 beziffert die Anzahl der Albaner im Land auf 13.817, was 0,36 % der Bevölkerung entspricht. 2011 hatte der Anteil mit 17.513 Personen 0,41 % betragen, und 2001 mit 15.082 Personen 0,34 %.
Sie verteilen sich schwerpunktmäßig auf die Hauptstadt Zagreb mit 3.475 (2011: 4.292), Istrien mit 2.055 (2011: 2.393), den Norden der kroatischen Küste mit 1.771 (2011: 2.410), Dalmatien mit 864 (2011: 1.025) sowie Zadar mit 781 (2011: 908). Weitere leben in kleinerer Zahl über ganz Kroatien verstreut.
Gemeinden mit den höchsten Anteilen an Albanern an den Einwohnern sind Velika Pisanica (Bjelovar-Bilogora) mit 5,48 %, Medulin (Istrien) mit 4,29 %, Nova Rača (Bjelovar-Bilogora) mit 2,79 % und Rovinj (Istrien) mit 2,50 %. Den höchsten Anteil innerhalb einer Gespanschaft erreichen die Albaner in Istrien mit 1,05 % der Bevölkerung.
13.503 Personen (0,35 %) haben bei der Volkszählung 2021 Albanisch als Muttersprache angegeben.

### Religion
Die Volkszählung von 2011 hatte die Angehörigen je Ethnie zusätzlich noch nach Konfession aufgeschlüsselt: Von den 17.513 Albanern waren 9.594 (54,8 %) Muslime und 7.109 (40,6 %) Katholiken. 17 gehörten anderen christlichen Konfessionen an und die restlichen 793 (4,5 %) sind teils Atheisten, teils Agnostiker, gaben keine Angabe in Bezug auf die Religion oder gehörten anderen Religionen an.

## Politik
Im kroatischen Parlament, dem Sabor, sind fünf Sitze für ethnische Minderheiten, darunter die albanische, reserviert.